# 秋田県立能代支援学校
秋田県立能代支援学校（あきたけんりつのしろしえんがっこう）は、秋田県能代市真壁地字トトメキ沢にある公立特別支援学校。知的障害者を教育対象とする。
能代市文化会館で行われるミュージカル公演が地元では有名。

## 設置学部
- 小学部
- 中学部
- 高等部

## 沿革
- 1994年（平成6年）
  - 4月4日 - 開校
  - 4月14日 - 開校式および入学式を実施
  - 10月28日 - 落成式実施
- 1996年（平成8年）7月12日 - 第1回しののめ夏祭りを開催
- 1998年（平成10年）5月6日 - 特殊教育実験学校研究の委嘱を受ける
- 2002年（平成14年）10月17日 - 学校給食優良で文部科学省大臣表彰を受ける
- 2003年（平成15年）4月1日 - 2学期制施行
- 2004年（平成16年）7月26日 - ホームヘルパー3級養成講座を始める
- 2010年（平成22年）4月1日 - ホームヘルパー2級養成講座を始める
- 2016年（平成28年）4月1日 - 校名を秋田県立能代支援学校に変更[1]。

## 行事
- 田植え
- 運動会
- しののめ祭り（夏祭り）
- 修学旅行
- 能養祭
- 高等部ミュージカル（能養ミュージカル）
  - 第1回（平成8年） - 浦島太郎
  - 第2回（平成9年） - ありとキリギリス
  - 第3回（平成10年） - 竹取物語
  - 第4回（平成11年） - うばすて山
  - 第5回（平成12年） - 魔法のつぼ 原作「アラジン」より
  - 第6回（平成13年） - 3年ねたろう
  - 第7回（平成14年） - 日本一のわらじ
  - 第8回（平成15年） - 浦島太郎
  - 第9回（平成16年） - 100万回生きたねこ
  - 第10回（平成17年） - 死神 - 命の証 -  古典落語「死神」より
  - 第11回（平成18年） - ピノキオ
  - 第12回（平成19年） - 死神 - 命の証 -  古典落語「死神」より
  - 第13回（平成20年） - おれがあいつで あいつがおれで
  - 第14回（平成21年） - 星にねがいを 原作「ピノキオ」より
  - 第15回（平成22年） - 死神 - 命の証 -  古典落語「死神」より
  - 第16回（平成23年） - 100万回生きたねこ
  - 第17回（平成24年） - 死神 - 命の証 - （ヒロインが主人公の妻ではなく妹　ver.)

## 交通アクセス
- JR東能代駅から車で約25分、向能代駅から約10分（秋田県道143号石川向能代線経由）
- 秋田自動車道 能代南ICから約25分